# Pultenaea humilis
Pultenaea humilis är en ärtväxtart som beskrevs av Joseph Dalton Hooker. Pultenaea humilis ingår i släktet Pultenaea och familjen ärtväxter. Inga underarter finns listade i Catalogue of Life.